# Justicia tranquebariensis
Justicia tranquebariensis är en akantusväxtart som beskrevs av Carl von Linné d.y.. Justicia tranquebariensis ingår i släktet Justicia och familjen akantusväxter. Inga underarter finns listade i Catalogue of Life.